# Adolf Jílek
Adolf Jílek (19. března 1949 Šumperk – 18. ledna 2020) byl český politik, v letech 2000 až 2012 senátor za obvod č. 65 – Šumperk, v letech 2014 až 2016 zastupitel Olomouckého kraje, dlouholetý zastupitel obce Dolní Studénky (v letech 1991–1992 starosta a v letech 1990–1991 a 2006–2010 místostarosta), postupně člen KDU-ČSL a TOP 09.

## Vzdělání, profese a rodina
Po maturitě na SPŠ v Šumperku vystudoval v letech 1969 až 1974 konstrukci potravinářských a chemických strojů na Strojní fakultě VUT v Brně.
Po absolvování vysoké školy nastoupil do Olšanských papíren, kde zůstal do roku 1978, kdy odešel pracovat jako konstruktér nástrojů do Prametu Šumperk, zde působil do roku 1990.
S manželkou Marií měl čtyři syny, Pavla, Ondřeje, Adolfa a Josefa.
Zemřel dne 18. ledna 2020 ve věku 70 let.

## Politická kariéra
Do KDU-ČSL vstoupil v roce 1990. V roce 1990 byl zvolen zástupcem starosty obce Dolní Studénky a roku 1991 starostou, jímž byl do roku 1992, kdy byl jmenován přednostou okresního úřadu v Šumperku, tuto funkci zastával do svého zvolení senátorem. V roce 2002 byl znovu zvolen do zastupitelstva Dolních Studének a v letech 2006 až 2010 vykonával funkci místostarosty. Mandát zastupitele obce obhájil i v komunálních volbách v roce 2010 (už jako člen TOP 09) a komunálních volbách 2014 (jako člen TOP 09 na kandidátce subjektu „Za prosperující, nezadluženou obec s TOP 09“). Zvolen byl i ve volbách v roce 2018, když jako člen TOP 09 vedl kandidátku s názvem "Za rozvoj Dolních Studének, Králce a Třemešku" (tj. TOP 09 a nezávislí kandidáti).
V roce 2000 se stal členem horní komory PČR, kdy v prvním kole porazil občanského demokrata Petra Krilla v poměru 28,93 % ku 24,42 % hlasů, ve druhém kole svou převahu potvrdil ziskem 58,75 % všech platných hlasů. Ve svém prvním volebním období pracoval ve Výboru pro hospodářství, zemědělství a dopravu.
V roce 2006 svůj mandát obhájil, když v prvním kole zvítězil nad občanským demokratem Zdeňkem Zerzáněm v poměru 24,32 % ku 23,58 % hlasů, ve druhém kole zvítězil jednoznačně s 58,24 % hlasů. V druhém funkčních období působí jako člen Organizačního výboru. Od roku 2004 byl předsedou senátního klubu KDU-ČSL. V roce 2009 vystoupil z KDU-ČSL a zbytek svého mandátu do roku 2012 strávil jako člen senátorského Klubu TOP 09 a Starostů jako člen TOP 09.
V roce 2006 se neúspěšně ucházel o post předsedy KDU-ČSL.
V krajských volbách v roce 2012 kandidoval jako člen TOP 09 do Zastupitelstva Olomouckého kraje na kandidátní listině „TOP 09 a Starostů pro Olomoucký kraj“, ale neuspěl (skončil jako první náhradník). Mandát tak nabyl dodatečně po odstoupení Jitky Chalánkové. V krajských volbách v roce 2016 post krajského zastupitele obhajoval, ale do zastupitelstva se nedostal.